# Bob Karstens
Bob Karstens (* 11. März 1915 in Davenport, Iowa; † 31. Dezember 2004 in Redlands, Kalifornien) war ein US-amerikanischer professioneller Basketballspieler der bekannten Showtruppe Harlem Globetrotters. Der 1,87 Meter große Karstens spielte die Position des Center, war der erste weiße Spieler des sonst durchgehend afro-amerikanischen Teams und war bis 1954 auch Manager dieses Teams.

## Karriere
Bob Karstens war als Teenager ein talentierter Basketballspieler des St. Ambrose College in Davenport (Iowa), der vor allem für seine spektakulären Trickwürfe bekannt war. Als Harlem Globetrotters-Manager Abe Saperstein 1942 seinen Star-Center Goose Tatum verlor, weil der im Zweiten Weltkrieg in die US Army Air Forces verpflichtet wurde, sah er Karstens spielen und verpflichtete er Karstens sogleich als Ersatz. Er hatte Karstens im Team der Davenport Central Turner Rockets oder Davenport Rockets im selben Jahr beim World Professional Basketball Tournament in Chicago gesehen. Karstens wurde damit der erste weiße Spieler der Trotters.
Karstens war maßgeblich an der Entwicklung diverser traditioneller Trotters-Tricks beteiligt im Stil der berühmten Trotters-Aufwärmroutine namens „Magic Circle“ (dt.: magischer Kreis), in dem sich die Trotters-Spieler im Kreis aufstellen und sich zu den Klängen des gepfiffenen „Sweet Georgia Brown“ mehrere Bälle mit rhythmischen Verrenkungen zupassen. Zu seinen bekanntesten Erfindungen zählen ein Hinter-dem-Rücken-Rückhand-Wurf, ein Jo-Jo-Gag-Basketball mit einer Schnur, und der sog. „Goofball“ (dt.: Witzball): es war ein Gag-Basketball gefüllt mit exzentrisch angelegten Gewichten, der für Nicht-Trotters schier unmöglich zu dribbeln war.
Karstens spielte in einer Zeit, als die Rassentrennung im Profisport noch existierte. Ein bizarre Nebenwirkung war, dass Karstens als einziger weißer Spieler in einem sonst schwarzen Team den Rassismus miterlebte. Eine berühmte Anekdote über Karstens ist die, wonach er sich in einem Zug mit dem legendären schwarzen Sprinter Jesse Owens unterhielt, bis Karstens vom Schaffner aus dem Abteil geworfen wurde. Grund war, dass Owens im Abteil für Schwarze war und der Schaffner dem weißen Karstens „nicht zumuten“ konnte, seinen Platz mit einem Schwarzen teilen zu müssen. Karstens selbst meinte später dazu, nie ein Problem mit Afro-Amerikanern gehabt zu haben.
Karstens war nach seiner Spielerkarriere bis 1954 ein Manager der Trotters und stieg später in die Baubranche ein. 1994 empfing er den Harlem Globetrotters „Legends“-Ring für seine Verdienste. Karstens starb am Silvestertag 2004 eines natürlichen Todes. Er wurde 89 Jahre alt. Er war verheiratet und hatte drei Söhne.